# 花南果南
花南 果南（かなん はてな、1982年11月17日- ）は、日本の女優、タレント。所属事務所はトミーズアーティストカンパニー。大分県出身。愛称は本名の「堀川」、「エミちゃん」、「カエルちゃん」など。
劇団前方公演墳、ジュングランプリのメンバー。

## 人物・略歴
- 温厚な性格な持ち主でジュングランプリの座長を任せられている。また、ダンスの振り付け、指導などは彼女が統括して行っている。劇団前方公演墳では、シリアスな役やヒロイン役をこなせる女優でもある。

## 主な出演作品

### テレビ
- 「ナースな探偵3」(フジテレビ)

#### 舞台
- 「IZO」劇団前墳バックドロップス公演 東京芸術劇場2007年
- 「龍馬よ雲になりすませ」劇団前墳バックドロップス公演 萬スタジオ2008年
- 「題名未定」劇団前墳バックドロップス公演 東京芸術劇場2008年
- 「セブンガールズ」劇団前墳バックドロップス公演 東京芸術劇場2009年

#### イベント
- 釈由美子のバックダンサーとして北海道、山梨県、九州などのイベントに出演
- Blreach!ライブ CLUB CITTA